# Berka vor dem Hainich
Berka vor dem Hainich är en kommun och ort i Wartburgkreis i förbundslandet Thüringen i Tyskland.
Kommunen ingår i förvaltningsgemenskapen Hainich-Werratal tillsammans med kommunerna Amt Creuzburg, Bischofroda, Frankenroda, Hallungen, Krauthausen, Lauterbach och Nazza.